# Acanthohaustorius intermedius
Acanthohaustorius intermedius är en kräftdjursart som beskrevs av Edward Lloyd Bousfield 1965. Acanthohaustorius intermedius ingår i släktet Acanthohaustorius och familjen Haustoriidae. Inga underarter finns listade i Catalogue of Life.